# Justin Verkijk
Justin Verkijk (Den Haag, 18 april 1986) is een Nederlands radio-dj en podcaster. 

## Radio
Verkijk begon zijn loopbaan in 2008 bij het lokale station Den Haag FM als sidekick van Ger van den Brink, in het programma Haagse Ochtendradio. In 2011 kreeg Justin zijn eigen programma Just in de Buurt (16:00 - 19:00) om vervolgens in 2013 weer terug te keren als presentator in Haagse Ochtendradio. Op 9 september 2019 krijgt hij er nog een programma bij op de regionale omroep Radio West. Iedere werkdag tussen 12:00 en 14:00 presenteert Justin De Lunchshow. Op 5 december 2019 maakte hij bekend te stoppen bij Den Haag FM. Sinds 5 oktober 2020 maakt hij het programma West Komt Thuis (16:00 -19:00). Op 18 mei 2021 maakte Justin bekend te stoppen met radio maken en zich te storten op zijn podcasts. In januari 2023 keert Verkijk weer terug op de radio, dit keer bij 3FM op zaterdagavond (22:00 - 01:00) met het danceprogramma The Beat.  

## Podcast
In 2018 start Justin samen met kunstenaar en nachtclubeigenaar Steven van Lummel de podcast Bakkie Bakkie, een show met interviews met dj's en producers van elektronische muziek. Met als gasten onder andere: Giorgio Moroder, Kevin Saunderson, Seth Troxler, Ki/Ki, Tom Trago, en Legowelt. Voor Lowlands festival maakt hij het programma LLowcast. In een serie voor Albert Heijn gaat Verkijk op zoek naar de toekomst van eten. In 2020 presenteert hij de nieuwe podcast Red Bull Oorcollege, gericht op studenten. Voor NPO 3FM maakt Verkijk sinds 2021 een serie genaamd Onbewoond Eiland waarin hij zijn gasten vraagt welke drie liedjes ze mee zouden nemen naar een onbewoond eiland. Met als gasten onder andere Guillaume Schmidt van streetwear label Patta, auteur Dieuwertje Heuvelings, Lowlands directeur Eric van Eerdenburg en Sander van de Pavert van LuckyTV. 

## Prijs
In januari 2024 ontvangt hij de Pop Media Prijs 2023. 